# Henricia nipponica
Henricia nipponica is een zeester uit de familie Echinasteridae.
De wetenschappelijke naam van de soort werd in 1928 gepubliceerd door Uchida.